# Johann Steirer
Johann Steirer (* 23. Mai 1894 in St. Pölten; † 28. Mai 1958) war ein österreichischer Politiker (SPÖ). Steirer war von 1945 bis 1949 Abgeordneter zum Landtag von Niederösterreich.
Steirer besuchte die Volksschule in St. Veit an der Gölsen und absolvierte danach eine Lehre als Polier und Schleifer. Er arbeitete in der Folge in Steyr und leistete während des Ersten Weltkriegs seinen Militärdienst ab. Steierer war zwischen 1927 und 1928 arbeitslos und wurde danach Gemeindebediensteter. Im Zuge des Verbots der Sozialdemokratischen Partei wurde Steirer 1934 verhaftet, nach der Machtübernahme der Nationalsozialisten wurde er 1938 zudem entlassen. Er arbeitete in der Folge als Maschinist. Nach dem Ende des Zweiten Weltkriegs wurde Steirer 1945 Gemeindebediensteter und zwischen 1945 und 1949 Obmann der Gewerkschaft der Gemeindebediensteten in Niederösterreich. Zudem vertrat er die SPÖ vom 12. Dezember 1945 bis zum 5. November 1949 im Niederösterreichischen Landtag. 